# مونته‌مینیایو
مونته‌مینیایو (به ایتالیایی: Montemignaio) یک کومونه در ایتالیا است که در استان آرتزو واقع شده‌است.

## خصوصیات
مونته‌مینیایو ۲۶٫۱ کیلومترمربع مساحت و ۵۸۵ نفر جمعیت دارد و ۷۳۹ متر بالاتر از سطح دریا واقع شده‌است.